# Baby(a)lone
Baby(a)lone é um filme luxemburguês de 2015, do gênero drama, dirigido por Donato Rotunno.
O filme foi escolhido para representar o Luxemburgo na competição de Oscar de melhor filme estrangeiro da edição de 2016.

## Elenco
- Joshua Defays
- Charlotte Elsen
- Etienne Halsdorf
- Gintare Parulyte
- Fabienne Elaine Hollwege